# Taka (holme)
Taka är en holme i Marshallöarna.   Den ligger i kommunen Jaluit, i den södra delen av Marshallöarna, 250 km sydväst om huvudstaden Majuro. Taka ligger 10 meter över havet. Arean är 0,12 kvadratkilometer.
Terrängen på Taka är mycket platt. Den sträcker sig 0,7 kilometer i nord-sydlig riktning, och 0,3 kilometer i öst-västlig riktning.